# Moto d'acqua

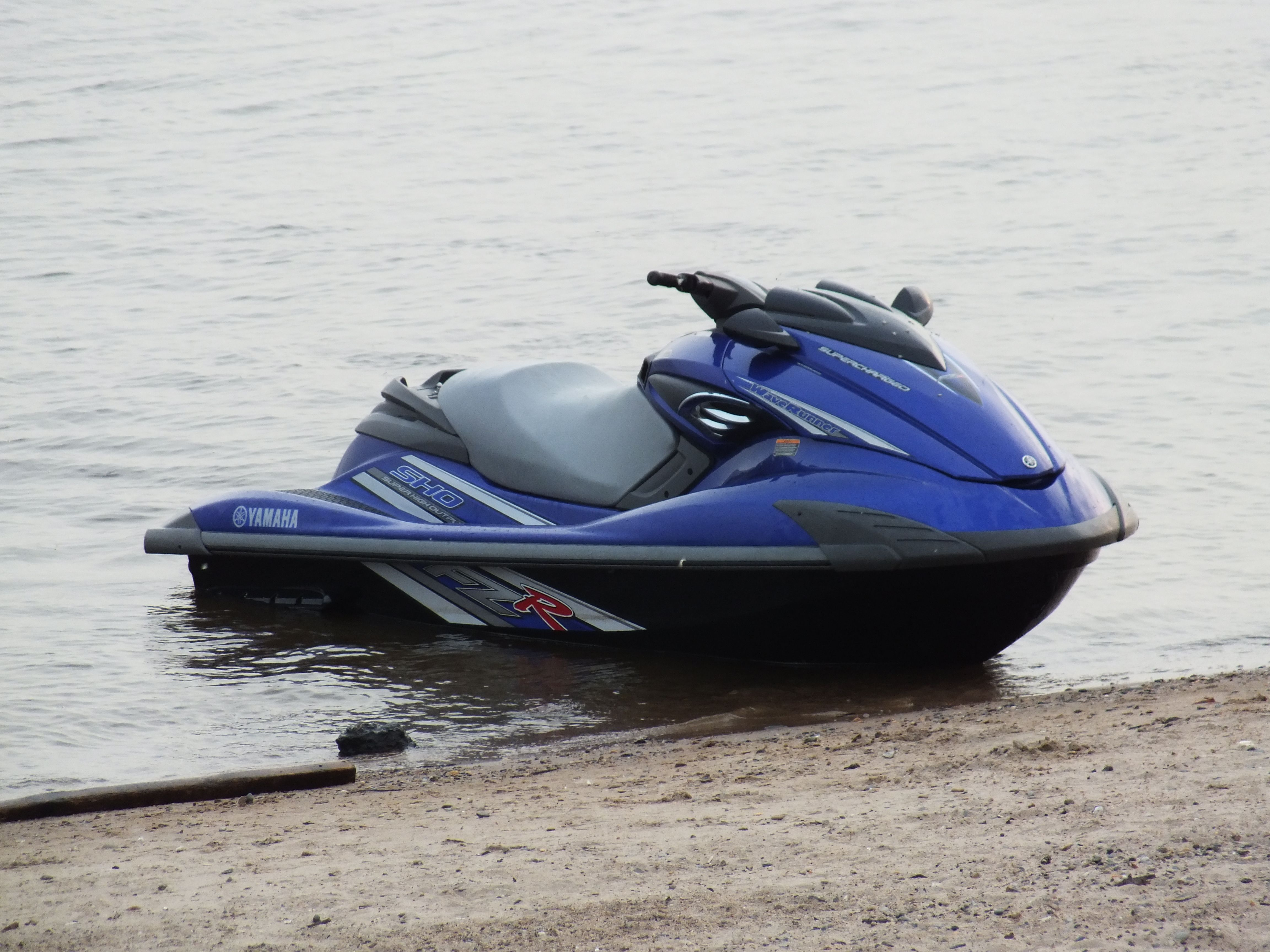
Una moto d'acqua

La moto d'acqua (in inglese personal watercraft, spesso in sigla, PWC), è un mezzo di trasporto acquatico che utilizza un motore a combustione interna con una pompa a getto d'acqua come fonte primaria di propulsione, ed è destinato ad essere azionato da una o più persone non collocate al suo interno. Nel mondo anglofono è conosciuta per antonomasia anche coi nomi di modelli delle varie case produttrici quali: WaveRunner, Jet Ski,  o Sea-Doo).
In Italia viene spesso citato erroneamente col nome di brevetti di mezzi completamente diversi quali: aquabike o aquascooter.
Le moto d'acqua sono generalmente equipaggiate con sistema ad idrogetto ma sono stati costruiti e commercializzati diversi modelli con motore fuoribordo.
Vengono utilizzate principalmente per il salvataggio e lo svago in mare, e per attività sportive correlate come il Flyboard.

## Storia

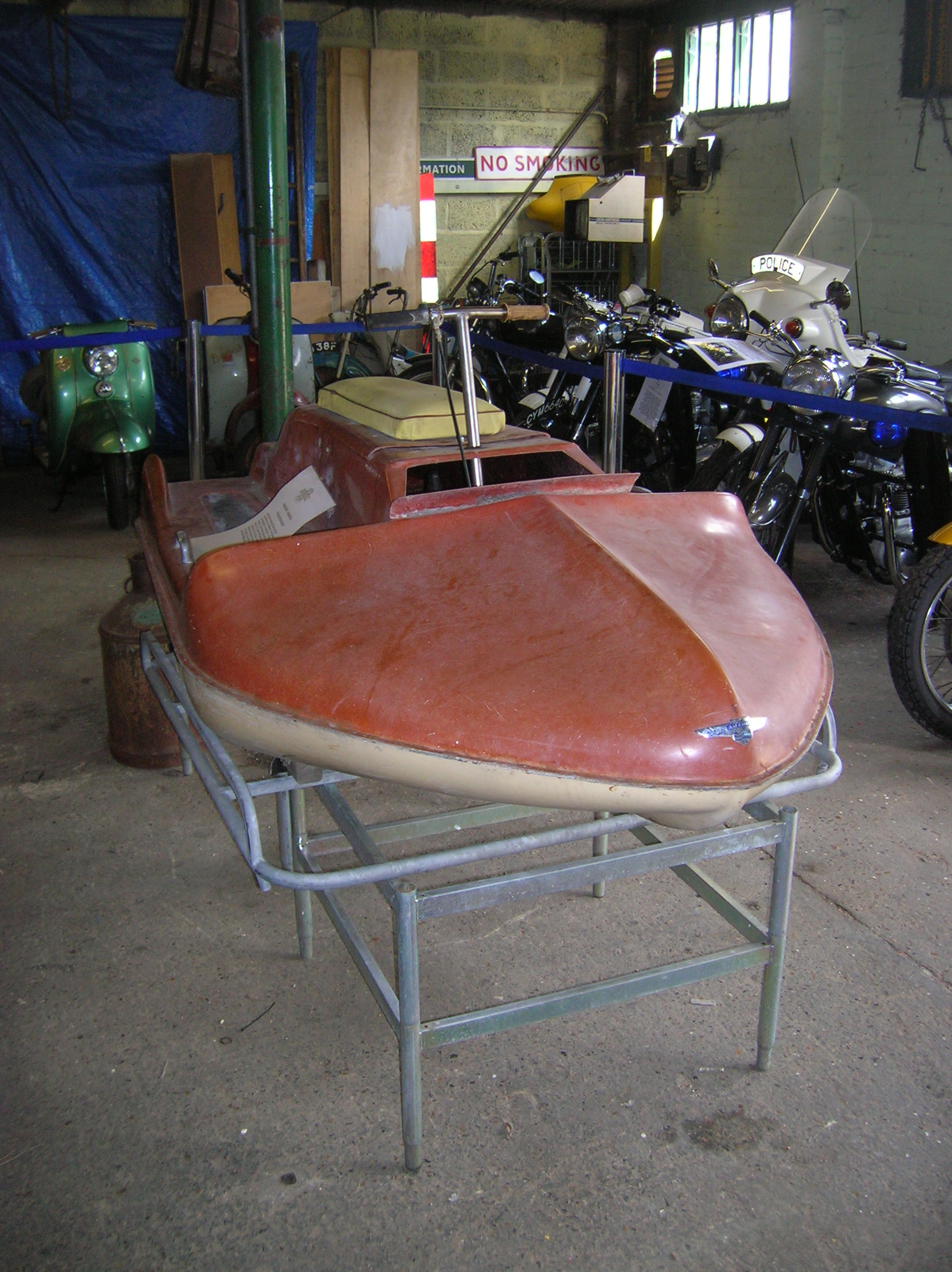
Vincent Motorcycles Amanda al London Motorcycle Museum

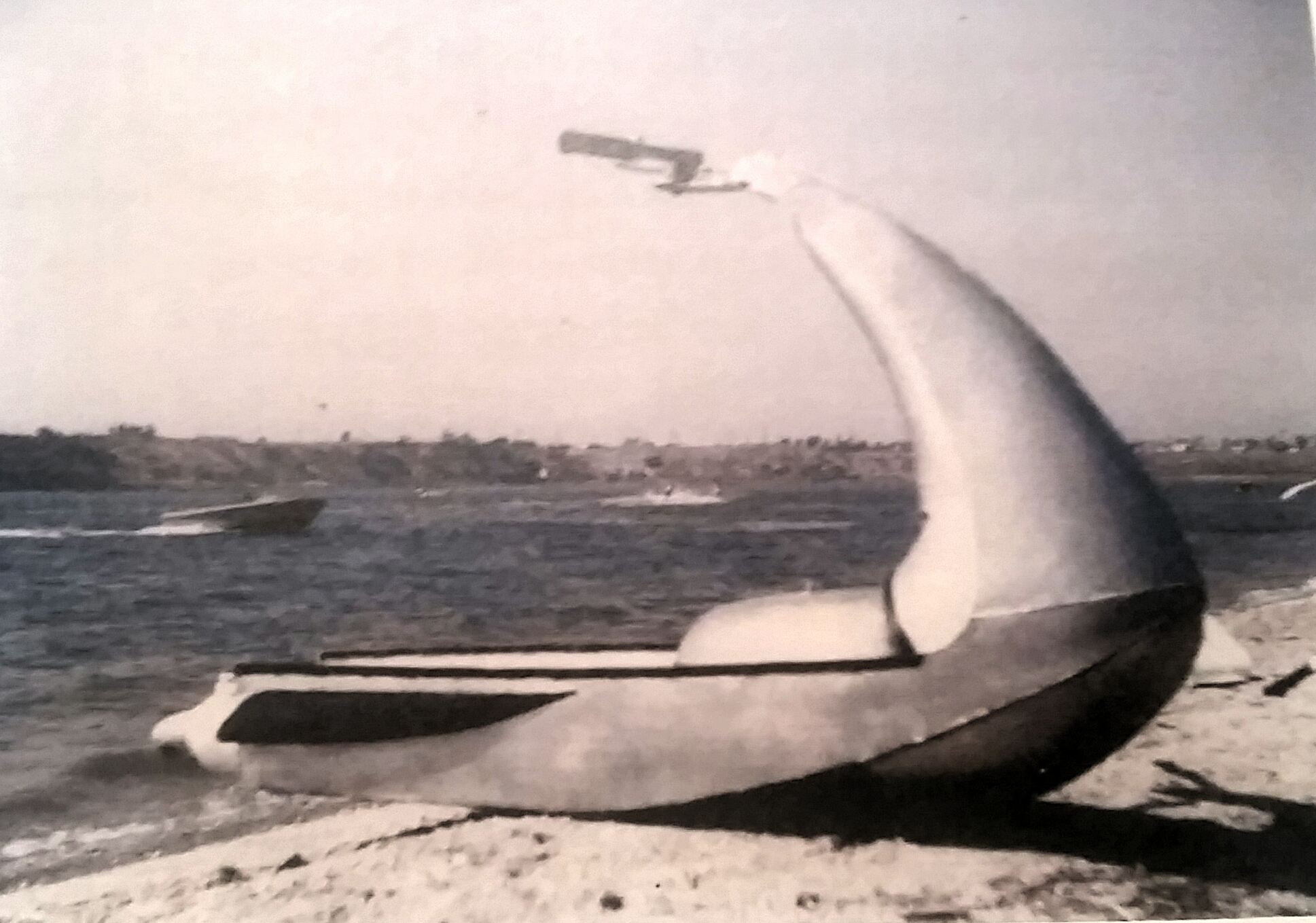
Il primo prototipo a guida in piedi (stand-up) di Clayton Jacobson II

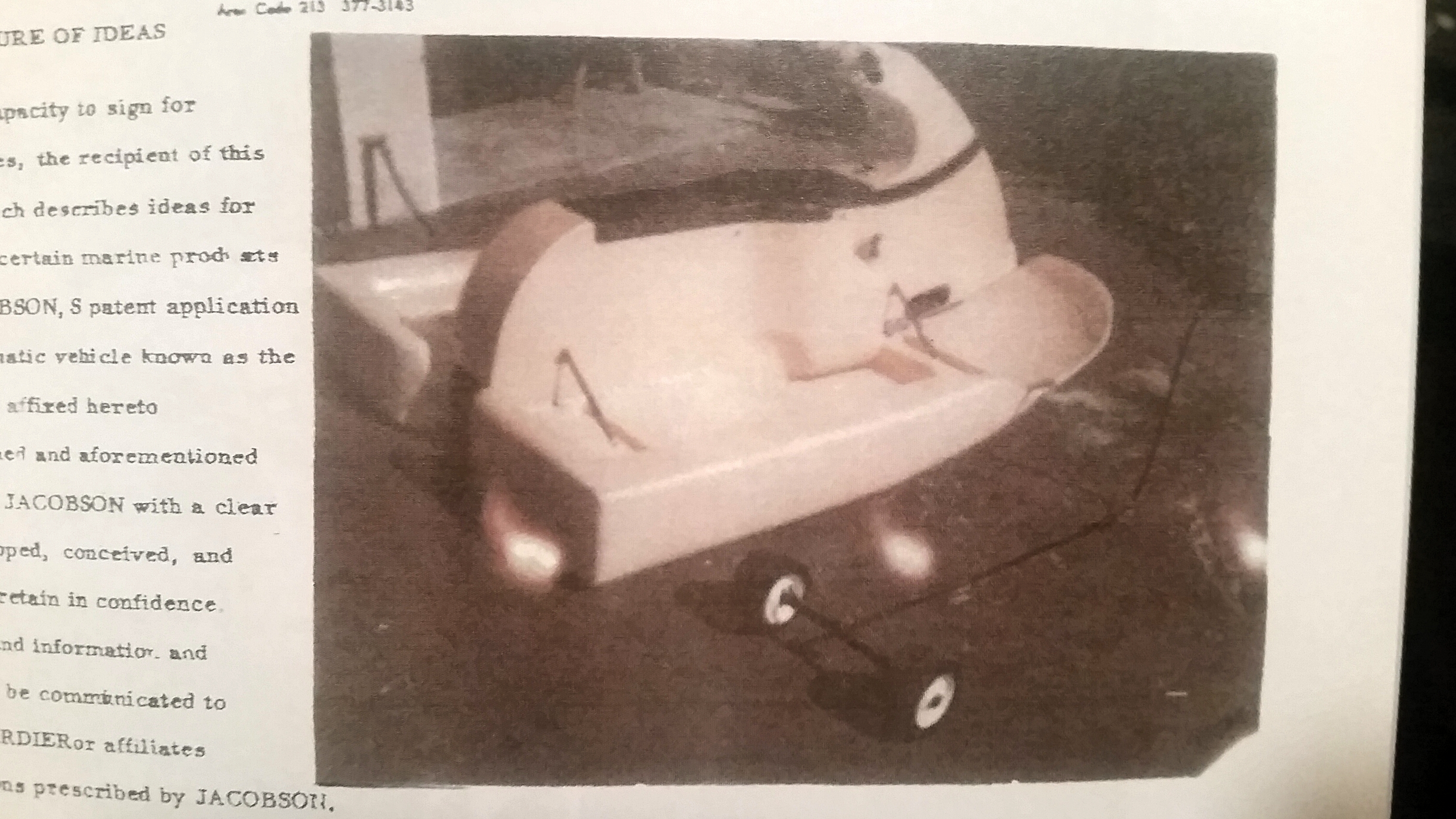
Il primo prototipo a guida seduta (sit-down) di Clayton Jacobson II

Il primo water scooter - termine originale dell'epoca - fu sviluppato in Europa a metà degli anni cinquanta, come il modello britannico della Vincent Motorcycles Amanda, con motore 200cc e propulsione a elica, e il tedesco Wave Roller. Duecento esemplari del Vincent Amanda furono esportati negli Stati Uniti d'America, Europa e Australasia. Negli anni sessanta l'idea fu ulteriormente sviluppata da Clayton Jacobson II di Byron Bay, Australia. Originariamente un'appassionata di motocross, Jacobson pensò di dotare la moto d'acqua con un propulsore interno pump-jet al posto del motore fuoribordo, scafo in alluminio e manopole per la presa. Jacobson lasciò l'impiego in banca e si dedicò allo sviluppo della sua idea, costruendo un prototipo nel 1965.
Era ancora molto diverso dalle attuali moto d'acqua ma ne era il precursore. Un secondo prototipo fu costruito l'anno successivo, in fibra di vetro.
La prima moto d'acqua tipo Clayton Jacobson II che raggiunse il mercato fu prodotta dalla canadese Bombardier, dal 1968 al 1970, prodotta su licenza dall'inventore americano. Il prodotto Bombardier non fu molto popolare e già prima del 1970 venne lasciato il business. Le prime moto d'acqua in piedi ((EN) stand-up PWC) apparvero sul mercato americano nel 1973 a marchio Kawasaki. Fu il primo modello di massa commercializzato al mondo. Questa variante a singolo utilizzatore è ancora commercializzata anche se la variante con sedile ha prevalso nel mercato delle moto d'acqua.
I produttori che si cimentano nelle moto d'acqua sono i maggiori costruttori di motociclette e non: Kawasaki (Jet Ski), Bombardier (Sea Doo), Yamaha (WaveRunner), Honda (AquaTrax), Polaris (Sealion), Arctic Cat (Tigershark). Tra questi i più grandi sono Kawasaki, Bombardier e Yamaha. Yamaha e Kawasaki hanno in catalogo modelli stand-up, ma sono una piccola percentuale del totale venduto.

## In Italia

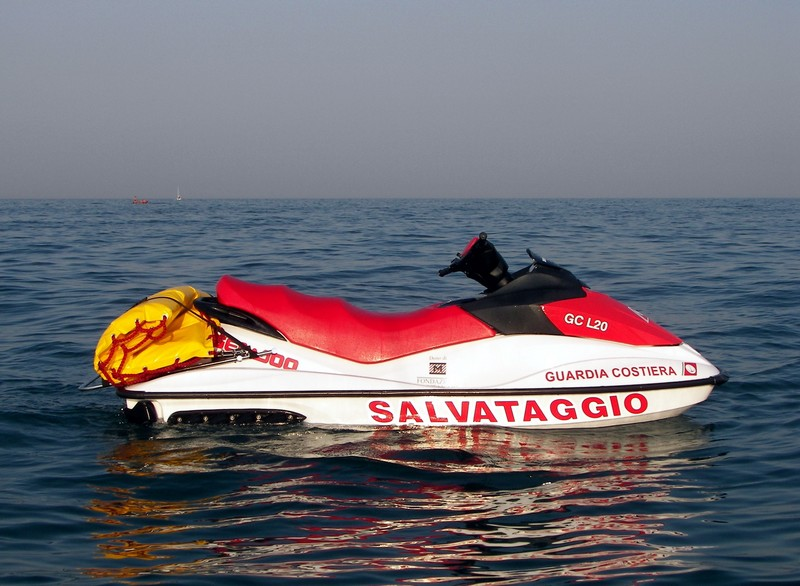
GC L20 senza equipaggio.

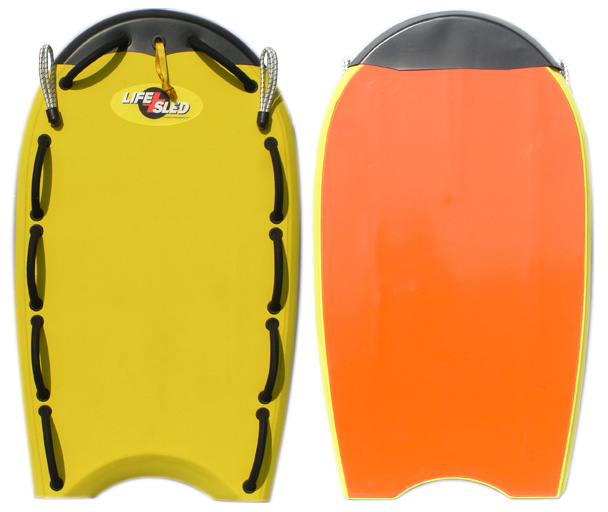
Da sx a dx: fronte e retro di una barella da soccorso tipo Wahoo Lifesled per moto d'acqua da salvataggio.

Nell'ordinamento italiano, una moto d'acqua è un natante da diporto con lunghezza inferiore a 4 metri.

### Requisiti per la conduzione in Italia
Per poter condurre una moto d'acqua, indifferentemente dalla potenza del motore, è sempre necessario essere in possesso della patente nautica.

### Regolamentazione sul suo utilizzo nei mari italiani

#### Diporto
Alle moto d'acqua, durante la stagione balneare, è consentito navigare esclusivamente in ore diurne e con condizioni meteo marine assicurate favorevoli, ad una distanza di oltre 500 metri dalle spiagge e di oltre 300 metri dalle coste a picco ed è fatto divieto di allontanarsi più di un miglio dalla costa.
La navigazione dei citati natanti è inoltre vietata nelle giornate del 14, 15 e 16 agosto e deve essere sempre svolta alle seguenti condizioni:
- il conduttore deve essere in possesso di regolare patente nautica da diporto (art. 39 D.Lgs. 171/2005[16]);
- il varo, l'alaggio, la partenza e l'approdo è consentito solo dai porti, laddove siano ivi esistenti strutture appositamente destinate per dette finalità ovvero solo da corridoi di lancio appositamente autorizzati;
- in nessun caso è consentito agli acqua scooter di attraversare le zone riservate ai bagnanti, nemmeno a motore spento;
- non devono navigare nell'ambito dei porti e dei canali, se non per l'arrivo o la partenza o per raggiungere gli impianti di distribuzione del carburante;
- non devono navigare negli specchi acquei interdetti alla balneazione per motivi igienico-sanitari;
- ne è vietato il deposito nel corso della stagione balneare, sia in ore diurne che notturne, al di fuori delle apposite aree a ciò destinate;
- è vietato tenere depositi di carburanti nonché effettuare rifornimenti per i mezzi nautici in questione;
- è vietato eseguire sui predetti natanti lavori di manutenzione e/o lavaggio con olii lubrificanti, detersivi od altri prodotti potenzialmente inquinanti;
- devono essere obbligatoriamente provvisti di acceleratore a ritorno automatico, nonché di un dispositivo sul circuito di accensione assicurante l'arresto del motore in caso di caduta del pilota e tale dispositivo deve essere installato sul natante in modo ben visibile come pure il suo attacco al pilota;
- devono essere dotati di un dispositivo telecomandato di spegnimento, la cui distanza utile non sia inferiore a 300 metri dalla costa.

È vietato trainare sulla battigia e sulle spiagge le moto d'acqua con l'ausilio di carrelli spinti da mezzi meccanici (autoveicoli, trattori, ecc.).
Tali operazioni potranno essere effettuate solamente nelle aree a ciò appositamente attrezzate, con attraversamento perpendicolare alla battigia, adeguatamente segnalato per renderlo noto e visibile ai bagnanti ed a tutti i fruitori della spiaggia.

#### Salvataggio
È data facoltà di utilizzare moto d'acqua da parte degli assistenti bagnanti, quale utile
integrazione al mezzo nautico di tradizionale impiego, esso è subordinato al rispetto delle seguenti condizioni:
- apposita comunicazione scritta alla Capitaneria di porto da parte dei responsabile del servizio di salvamento con cui si fa carico della responsabilità dell'espletamento del servizio anche con l'impiego di moto d'acqua;
- titolarità di patente nautica in capo al conduttore della moto d'acqua;
- presenza a bordo, in aggiunta al conduttore, di un abilitato al salvamento;
- la moto d'acqua non deve essere, in alcun caso, destinata ad altri usi e deve recare la scritta "SALVATAGGIO" di colore rosso su ambo i lati;
- la moto d'acqua deve essere provvista di barella, con ancoraggio centrale in acciaio e di due laterali elastici, dotata di maniglioni laterali di ampia circonferenza, omologata da un ente tecnico in ordine alla capacità di galleggiamento certificata dalle competenti autorità sanitarie per l'idoneità al recupero/trasporto;
- la moto d'acqua, che deve essere costantemente mantenuta in perfetta efficienza, pronta per il servizio di salvamento cui è destinata e posizionata in prossimità della battigia unitamente al natante di salvataggio tradizionale, deve essere dotata di: dispositivo di retromarcia; pinne con fascia posteriore di regolazione; coltello; cima di traino con moschettoni; casco; scarpe in neoprene o tipo ginnastica; giubbotto di salvataggio; stacco di massa di scorta; fischietto; torcia stagna; strumento di segnalazione sonora; apparato radio di comunicazione VHF marino.
- Il conduttore la moto d'acqua deve indossare: casco protettivo; scarpe in neoprene o tipo ginnastica; giubbotto di salvataggio.

La valutazione sulla scelta del mezzo da impiegare per la prestazione del servizio di salvamento è rimessa al prudente apprezzamento del responsabile dello stesso, in funzione della situazione contingente, quali condizioni meteo-marine, distanza del pericolante/presenza di bagnanti. La moto d'acqua deve essere condotta con il criterio della massima prudenza e responsabilità mirando alla tutela e alla sicurezza dei bagnanti, anche durante le operazioni di soccorso che non devono mai compromettere l'incolumità di altre persone presenti.

#### Sport
I diversi tipi di moto d'acqua vengono utilizzati a fini sportivi nei campionati di motonautica. lo sport di Aquabike, e' controllato dalla federazione mondiale motonautica e in Italia la Federazione Italiana Motonautica. Attraverso le pratiche agonistiche sportive e' concesso anche ai Junior (12-14) e successivamente agli under 16 di competere sulle moto d'acqua. In Italia si svolgono regolarmente competizioni regionali, nazionali e mondiali.